# 人権と基本的自由の保護のための条約
人権と基本的自由の保護のための条約（じんけんときほんてきじゆうのほごのためのじょうやく、英: Convention for the Protection of Human Rights and Fundamental Freedoms）は、国際連合によって1948年に採択された世界人権宣言の一部内容に法的拘束力を持たせた、世界初の人権に関する国際条約である。一般には欧州人権条約（おうしゅうじんけんじょうやく、英: European Convention on Human Rights、英略称: ECHR）と呼ばれている。欧州評議会 (CoE) 加盟国は欧州人権条約の遵守が求められ、国際裁判所である欧州人権裁判所 (英略称: ECtHR、小文字tが間に入る) によって条約違反行為の認定がなされる。2023年の1年間で同裁判所に提起された訴訟件数は6,931件であり、増加傾向にある。
原条約は1950年11月4日にローマで調印され、1953年9月3日に発効された。その後、議定書 (英: Protocol) によって条文が追加・修正されている。採択の順では2013年10月2日にストラスブールで採択された第16議定書が最終であり、発効年の順では2021年8月1日に発効した第15議定書が最終である。
なお、第二次世界大戦後のヨーロッパ統合運動の中から、共通の遺産である理想・原則を擁護、実現し、経済的社会的進歩を促進するために加盟国の一層の一致を達成する目的で1949年5月に欧州評議会が結成されている。

## 内容
原条約の調印当時合意に至らなかったものや、後日必要とみなされたものを議定書 (英: Protocol) によって補う形式をとっている。

### 原条約
- 第1条
- 第1節: 権利および自由 (第2条 - 第18条) -- 保護する人権はいわゆる自由権である。生存権（第2条）、拷問・非人道的待遇または刑罰の禁止（第3条）、奴隷・苦役・強制労働の禁止（第4条[注 2]）、身体の自由と安全（第5条）、公正公開の審理と裁判を受ける権利と無罪の推定（第6条）、罪刑法定主義（第7条）、刑事被告人の諸権利、刑法の不遡及、プライバシーの保護（第8条）、思想・良心・宗教の自由（第9条）、表現の自由（第10条[注 3]、集会・結社の自由、婚姻し家庭を設ける権利、法的救済の権利、保護されている権利・自由の無差別な享有権のほか、財産権・教育権・自由選挙の保障、移動・居住・出国の自由、自国からの不追放、自国への入国の自由、外国人の集団的追放の禁止、差別の禁止[注 4]、権利の乱用（条約で保護する権利と自由の破壊）の禁止（第17条）などである。また第15条においては国の存続を脅かす緊急事態時の免責についても規定している。ただしこの項目は第2条（生存権）、第3条、第4条、第7条（罪刑法定主義）の権利を侵すことができない。
- 第2節: 欧州人権裁判所 (第19条 - 第51条) -- 同条約および議定書を扱う国際司法裁判所の設立および運営細則。
- 第3節: 雑則 (第52条 - 第59条)

欧州人権条約の最大の特色は、条約の履行を確保するための措置、いわゆる実施措置にあり、市民的及び政治的権利に関する国際規約（国際人権規約自由権規約）の個人通達制度や米州人権条約も実施措置の面ではこの条約をモデルにしている。しかしながら欧州人権条約における実施措置は欧州人権裁判所によるものであり、条約の大部分（第19から第51条）を欧州人権裁判所についての規定に費やしている。欧州人権裁判所の判決は強制力を有しその執行の監視は欧州評議会閣僚委員会が行っている。（第46条）この点において自由権規約にかかる自由権規約人権委員会の総括所見や国際司法裁判所の判決の履行とは異なる。

### 議定書
第16議定書まである (2025年1月時点)。このうち、原条約とは別に (追加で) 条文が法的に有効なのは第1、第4、第6、第7、第12、第13および第16議定書のみである。これ以外の議定書は原条約を改正する (原条約の条文を上書きする) か、法的効力を失っている。以下、「追加」議定書の概要である。
第1議定書 (または単に「追加議定書」、英: Protocol No. 1) は1952年3月20日にパリで採択された。財産の保護 (第1条)、教育 (第2条)、自由選挙 (第3条) などが謳われている。
第4議定書は1963年9月16日にストラスブールで採択された。債務関連 (第1条)、移動の自由 (第2条)、国民追放禁止 (第3条)、外国人集団追放禁止 (第4条)  などが謳われている。
第6議定書は1983年4月28日にストラスブールで採択された。第9条まであり、すべて死刑廃止に関する条文である。
第7議定書は1984年11月22日にストラスブールで採択された。外国人追放手続 (第1条)、刑事事件の上訴手続 (第2条)、冤罪の補償 (第3条)、一事不再理 (第4条)、配偶者の平等 (第5条) などが謳われている。
第12議定書は2000年11月4日にローマで採択された。実質的には第1条の差別全般の禁止のみであり、第2条以降は雑則である。性別や人種、肌の色、言語、宗教、政治思想、民族、財産出自といったあらゆる差別を禁じている。
第13議定書は2002年5月3日にヴィリニュスで採択された。第6議定書と同様、死刑廃止に特化した議定書である。第6議定書が戦時中または戦争発生のおそれがある際に限定した規定であるのに対し、第13議定書はあらゆる死刑廃止を謳っている。
第16議定書は2013年10月2日にストラスブールで採択され、2018年8月1日に発効した。原条約の第2節で定められた欧州人権裁判所に関する追加の細則を第16議定書で定めている。

## 適用範囲
すべての欧州評議会 (CoE) 加盟国は欧州人権条約の遵守が求められる。
2010年1月15日、ロシア下院は、欧州人権条約第14追加議定書を賛成多数で批准した。同国は欧州会議の加盟国47カ国中、同議定書の最後の批准国となった。
2022年のロシアによるウクライナへの侵攻に関連して、同年3月15日、ロシアは欧州評議会の脱退を通告（翌16日に除名が決定）し、本条約からも離脱した。この時点で欧州人権裁判所で審理中だった事案についても、ロシア脱退の影響の法的検討の終了までロシアに関するすべての審査を一時停止することを決定した。そしてロシア国民は、人権侵害に関する訴訟を欧州人権裁判所に新たに提起する術も失うこととなった。
2022年9月12日、欧州評議会のマリヤ・ペイチノヴィッチ・ブリッチ事務局長は、同月16日にロシアが欧州人権条約から脱退することにより、1億4,000万人以上のロシア国民が条約の保護を失うことに遺憾の意を述べた。欧州評議会はロシアの人権擁護者、民主主義勢力、自由なメディア、独立した市民社会を引き続き支援し、関与していくという。また、ロシアは同月16日までに欧州人権裁判所が出した判決・決定に従う義務を負っているとしている。

## 関連・類似法
欧州人権条約は、伝統的な人権の概念から、あくまで自由権の保護が主体であり、労働権や社会保障、児童や障害のある人の保護を始めとした社会権は保障していない。これを補うために欧州評議会は1961年に欧州社会憲章を採択した。1995年には労働組合や人権団体による集団訴訟制度に関する追加議定書が採択されたが、個人の権利の直接の保障は整備されておらず、憲章の批准国も、27カ国（1996年の改定条約は25カ国）にとどまる。ただし児童の権利に関する条約は全ての項目について欧州人権条約の解釈と判例の法源に組み入れられ、欧州社会憲章は障害者権利条約の選択議定書のEU単位での批准に影響を与えた。
欧州連合 (EU) 加盟国および欧州経済領域 (EEA) は、すべて欧州評議会 (CoE) にも加盟している。したがって、欧州人権条約はEUの人権関連法とも関係が深い。欧州連合基本権憲章は厳密には「条約」の形はとっていないものの、2009年12月以降は条約と同等の法的拘束力を持っている。同憲章には自由・平等・正義などが謳われており、起草段階では欧州評議会や欧州人権裁判所もオブザーバーとして作業に参画していた。たとえば死刑制度の廃止は欧州人権条約、欧州連合基本権憲章の双方に規定されているなど、共通項もある。その一方で、欧州連合基本権憲章には個人データ保護など、より現代的な課題にアプローチしている違いがある。欧州連合基本権憲章などのEU法は、欧州評議会の裁判所ではなくEUの裁判所である欧州連合司法裁判所の管轄となっており、別組織である。